# 巻紙
巻紙 (まきし、英語: Cigarette papar または Rolling paper) は紙巻きたばこの製造に使用される特殊紙で、たばこ葉を巻くのに用いられる。市販のメーカー製紙巻きたばこの製造に使われる他、自分で好みの調合をしたたばこ葉を巻いて自作する愛煙家向けに販売されていることもある。自作用のものはたばこの長さに合わせて切ったシートとして販売されており、ボール紙製の包みに収められているものが多い。 シガレットペーパーとも呼ばれる。

フィルター付き紙巻きたばこの構造

1. フィルター
2. 模造コルク紙
3. 巻紙
4. たばこ
5. カプセル
6. インク
7. 糊

## 歴史

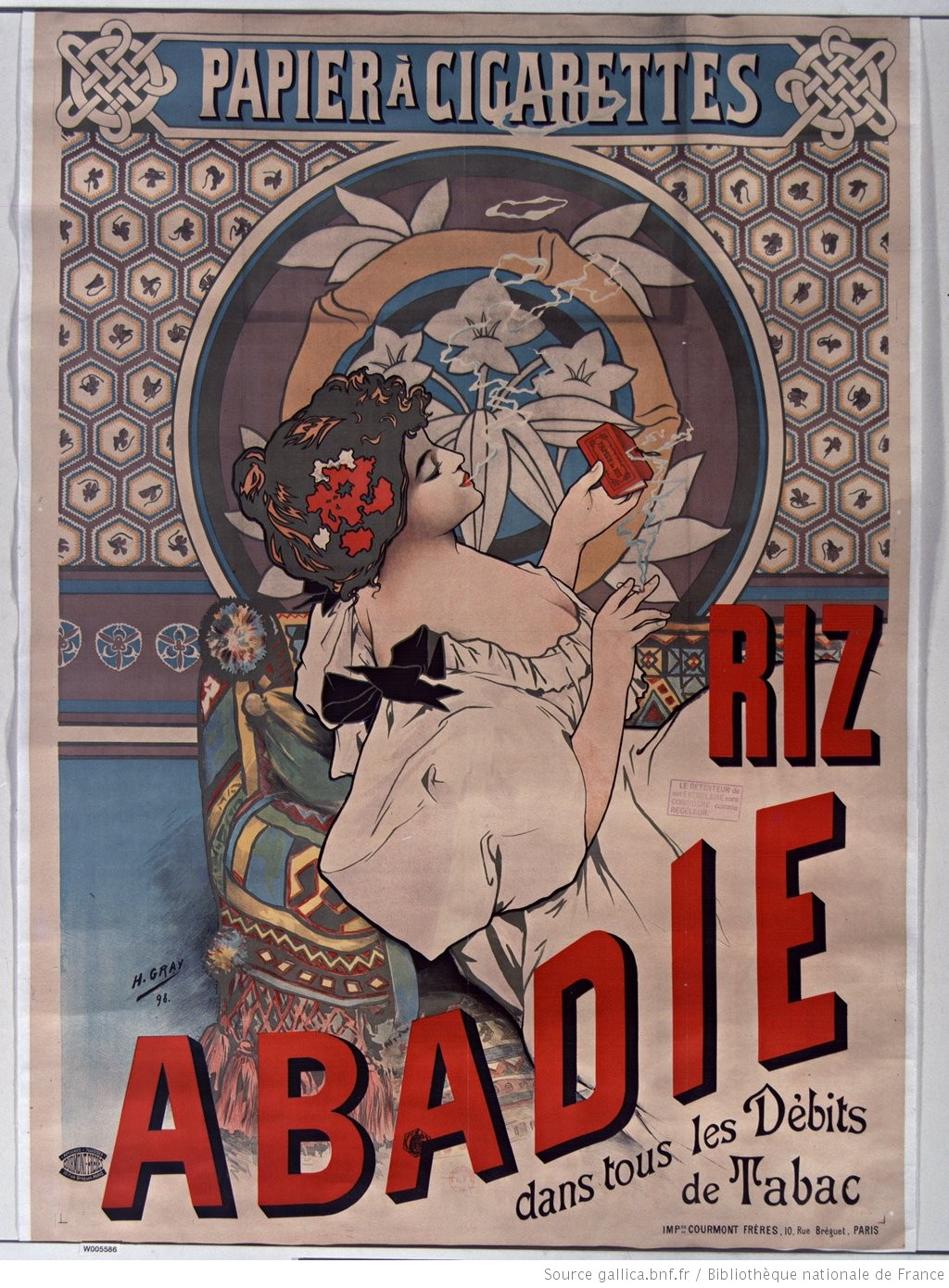
巻紙の広告ポスター。1898年、フランス

最初の紙巻きたばこは、1789年にミシェル・アバディがパリで製造したものである。その後、19世紀後半から広く普及するようになり、より高価な葉巻やシガリロに取って代わっていった。

## 材料
巻紙は亜麻、麻、サイザル麻、藁、エスパルト (アフリカハネガヤ) などの薄くて軽い非木質植物繊維から作られる。長いロールや長方形のシートの形で売られ、一方の長辺に沿って巻き止めるための接着剤が塗られている。接着剤は透明のものもあれば着色されたものもあり、風味付けされていることもある。フィラーが多く含まれており、坪量は10-28 g /m2ほどである。巻紙は吸い応えを調整するために多孔質になっているほか、燃焼速度をたばこ葉と揃えるための添加剤が加えられている。通気性は巻紙の重要な特性の1つであり、吸い込んだときの煙と空気の割合に大きく影響する。たとえば、通気性が高いと空気の割合が多くなり、煙が薄められて吸い口が軽くなる。フィラーのうち、炭酸カルシウムは通気性と紙色に影響し、炭酸マグネシウムは灰の色をよくする効果がある。特に灰を白くしたい場合には酸化チタンが用いられる。酒石酸カリウムカリウムやクエン酸ナトリウムおよびクエン酸カリウムは燃焼調整剤であり、量を増やすと巻紙がより速く燃えるようになる。巻き止めるための接着剤には水に溶いたポリビニルアルコールが用いられる。
通気性は、単位時間の間に規定の面積の巻紙を透過する空気の量として定義され、CORESTA単位で測定される。アメリカ合衆国で市販されている紙巻きたばこの巻紙の通気性は、14-51 CORESTA単位の範囲である。
放置たばこによる火災のリスクを下げる目的で開発された防火性たばこの巻紙には、エチレン酢酸ビニルなどのプラスチックが加えられており、着火したあと吸わずに放置していると、プラスチックの作用で自然に消えるようになっている。

## 消費

### アメリカ合衆国
2008年、たばこ雑誌 Tabacconist Magazine は手巻きたばこ (Roll-your-own、RYO) はたばこ業界で最も急成長しているセグメントであるとした。同誌の推定では、アメリカ合衆国の喫煙者の2-4％、または約260万人が手巻きたばこを吸っているという。その多くは、メーカー製たばこに対する増税 (=たばこの値上がり) への対策として、手巻きたばこに切り換えた人達であるとみられる。

### カナダ
2000年のカナダ政府の調査によれば、カナダの喫煙者600万人のうち9%が「時々またはほとんど」、7%が「常に」手巻きたばこを吸っていた。より最近の2009年の調査では、約925,000人がたばこを手巻きしていることが示された。

### イギリス
イギリスの週刊誌ザ・パブリカンによれば、「喫煙者がより安い代替品を求めたため、2007年に低価格の手巻きたばこは175％という驚異的な増加率を示した」。国民保健サービスの報告によると、1990年以降、手巻きたばこの消費量は11％から24％に倍増している。手巻きたばこの愛用者が、手巻きたばこはメーカー製たばこよりも害が少ないと考えていることによるとみられる 1990年代初頭から現在まで、たばこの価格は急速に上昇している
。

### タイ
タイでは、手巻きたばこがメーカー製たばこを圧倒している。

### ニュージーランド
ニュージーランド保健省は2005年に「少なくとも過去10年の間に、おそらくはその価格差のために、メーカー製たばこに対する手巻きたばこの割合が増加し、現在では50％に近づいている」と報告している。

## 課税
喫煙者が高率のたばこ税が課せられているメーカー製たばこを忌避して手巻きたばこに切り換え始めたことから、税務当局の中には対策を講じるところも現れた。アメリカ合衆国では、インディアナ州とケンタッキー州が巻紙に課税するようになり、特にケンタッキー州では、メーカーからの抗議にもかかわらず、2006年に32枚綴り1パックあたり25セント (より枚数の多いパックでは1枚あたり0.78セント) を課税した。この他、ルイジアナ州では州法47:338.261を改正し、1パックあたり最大1.25ドルの課税を認めるようになった。

## 規制

### アメリカ合衆国
2011年にアメリカ食品医薬品局 (FDA) は、アメリカ合衆国で販売されているすべてのブランド（プライベートラベルを含み、2007年2月15日時点でアメリカ合衆国で既に販売されていたものを除く）に対して、巻紙の原材料を提示して承認を受けるか、さもなければ同年3月に市場から撤退すべきであると発表した。

## 論争
スペインのたばこ用品ブランドが、コスト削減のために巻紙に違法な発癌性物質 (エスパルト) を使用したとして提訴されたが、有罪とはされなかった。